# Grab des Ministers Zhao in Taiyuan
Bei dem Grab des Ministers Zhao in Taiyuan (chinesisch 太原赵卿墓, Pinyin Taiyuan Zhao qing mu, englisch The Taiyuan Tomb of Minister Zhao of the State of Jin) handelt es sich mit großer Wahrscheinlichkeit um das Grab des Staatsministers Zhao Jianzi (趙簡子 / 赵简子, das ist Zhao Yang 趙鞅 / 赵鞅; ca. 540–474 v. Chr.) aus dem Staat Jin der Frühling- und Herbstperiode. Es wurde 1988 nahe der alten Stadt Jinyang bzw. in den südlichen Außenbezirken von Taiyuan, der Hauptstadt der heutigen Provinz Shanxi, ausgegraben. 
Das Grab ist völlig intakt erhalten und wurde nicht geplündert. Es enthielt eine große Menge an Artefakten – laut dem Archäologischen Forschungsinstitut des Provinzmuseums Shanxi handelt es sich um 3421 Grabbeigaben, wovon 1402 Bronzeobjekte sind –, die von großem historischen, künstlerischem und wissenschaftlichem Wert sind. Die Funde sind im Taiyuan-Museum in Taiyuan aufbewahrt.
Besonders bemerkenswert ist eine große Menge von inzwischen restaurierten Streitwagen. Den Experten zufolge wurde sechzehn Streitwagen und 46 Pferdeleichen im Grab entdeckt. 
Die Restaurierung der Relikte begann erst Mitte 2002 und war nach dreieinhalb Jahren abgeschlossen. 